# Saipan
Saipan is een Oceanisch eiland, onderdeel van de regio Micronesië. Staatkundig gezien is het eiland een onderdeel van het Amerikaanse gebiedsdeel Noordelijke Marianen in de Grote Oceaan, waarvan het een gemeente en de hoofdstad is, hoewel er geen eigenlijke plaats met de naam Saipan bestaat — de regeringsgebouwen bevinden zich in Capital Hill.
Saipan ligt op de top van een van de vijftien vulkanische bergen die de eilandengroep de Marianen vormen. Het ligt ten noorden van het eiland Tinian en ten zuiden van het eiland Farallon de Medinilla. Het eiland heeft een oppervlakte van 122,9 km² en het hoogste punt is 474 m.

## Geschiedenis
Saipan is al meer dan drieduizend jaar bewoond. In 1521 landde Ferdinand Magellaan op het eiland dat vanaf dan een Spaanse kolonie was.
Vanaf 1899 viel het eiland als onderdeel van de Duitse Marianen onder Duits bestuur. In 1914 werd het eiland bezet door Japan dat er visindustrie en rietsuikerplantages tot ontwikkeling bracht. Vanaf de jaren dertig versterkte Japan de militaire aanwezigheid.

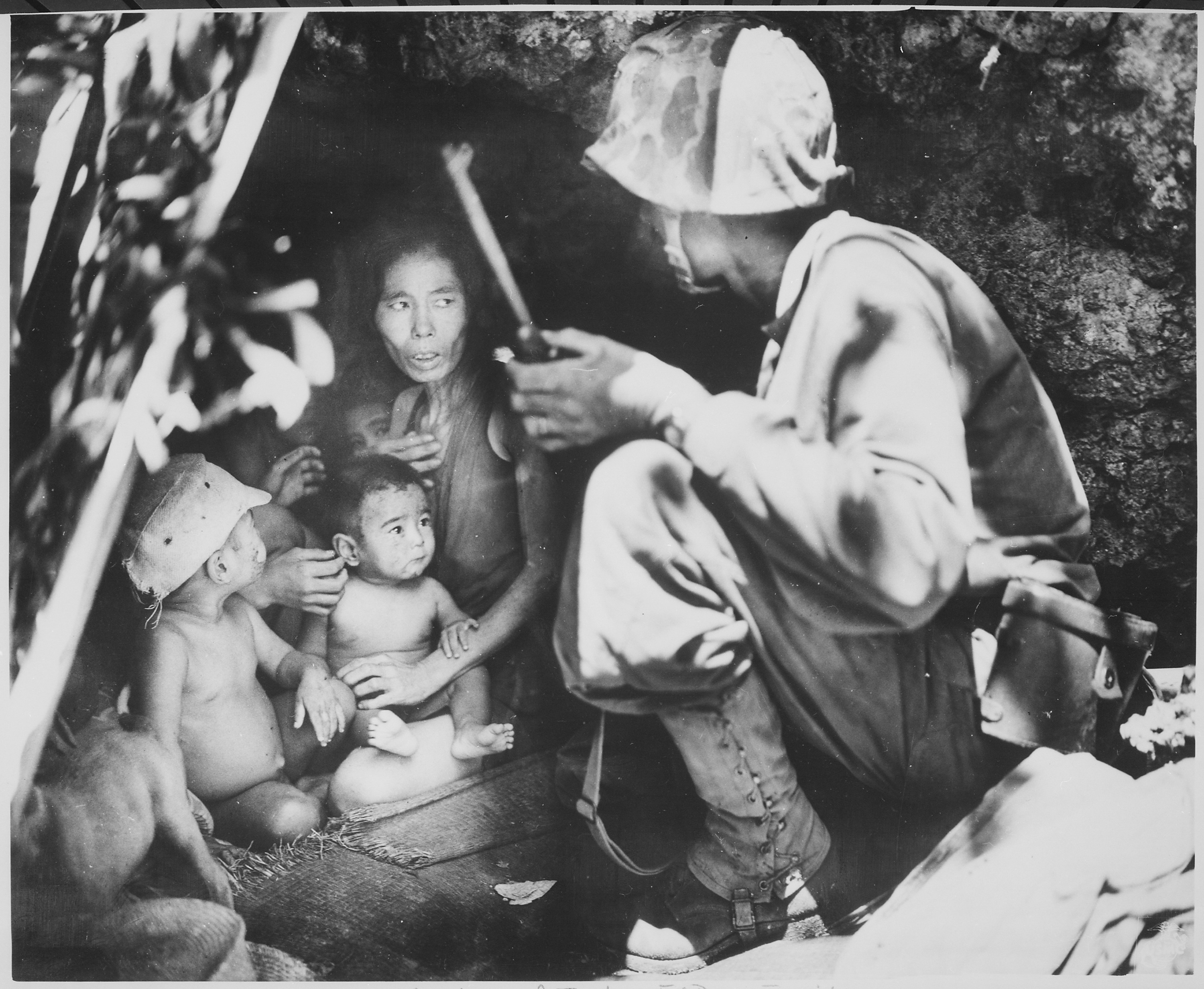
Een militair treft op 21 juni 1944 een Japanse moeder met 4 kinderen en een hond aan tijdens een patrouille. Zij schuilen in een grot vanwege de zware gevechten.

Tijdens de Tweede Wereldoorlog werd er zwaar gevochten op Saipan. In 1941 waren er al dertigduizend Japanse militairen gelegerd. Het eiland werd op 15 juni 1944 aangevallen door de Verenigde Staten, die er een luchtmachtbasis wilden vestigen van waaruit Tokio zou kunnen worden gebombardeerd met B-29 Superfortress bommenwerpers. De hevige en zeer bloedige Slag om Saipan eindigde op 9 juli met de dood van de laatste drieduizend Japanse soldaten. In totaal kwamen tussen de 40 en 55 duizend Japanners om, onder wie ruim twaalfduizend burgers. Een deel van de Japanners, militairen zowel als vrouwen en kinderen, pleegde zelfmoord door Banzai! roepend van een rots in zee te springen. Aan Amerikaanse zijde sneuvelden vijfduizend soldaten.
Op 27 juni 2005 arriveerde de Japanse keizer Akihito op het eiland om de slachtoffers te herdenken.

## Toerisme
In 2017 telde Saipan ruim vijftigduizend inwoners. De bewoners van het eiland leven grotendeels van toerisme.

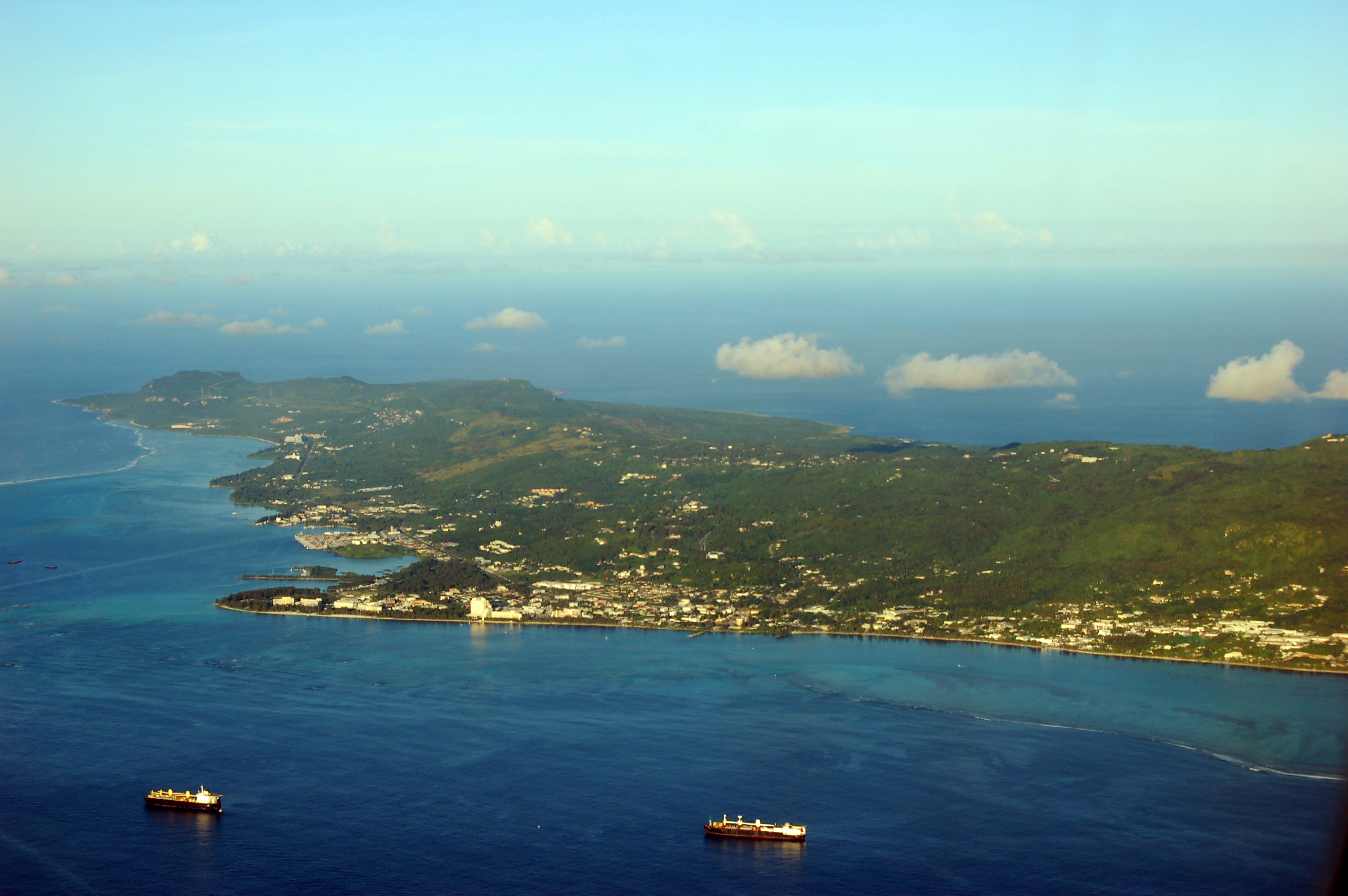
Luchtfoto van Saipan
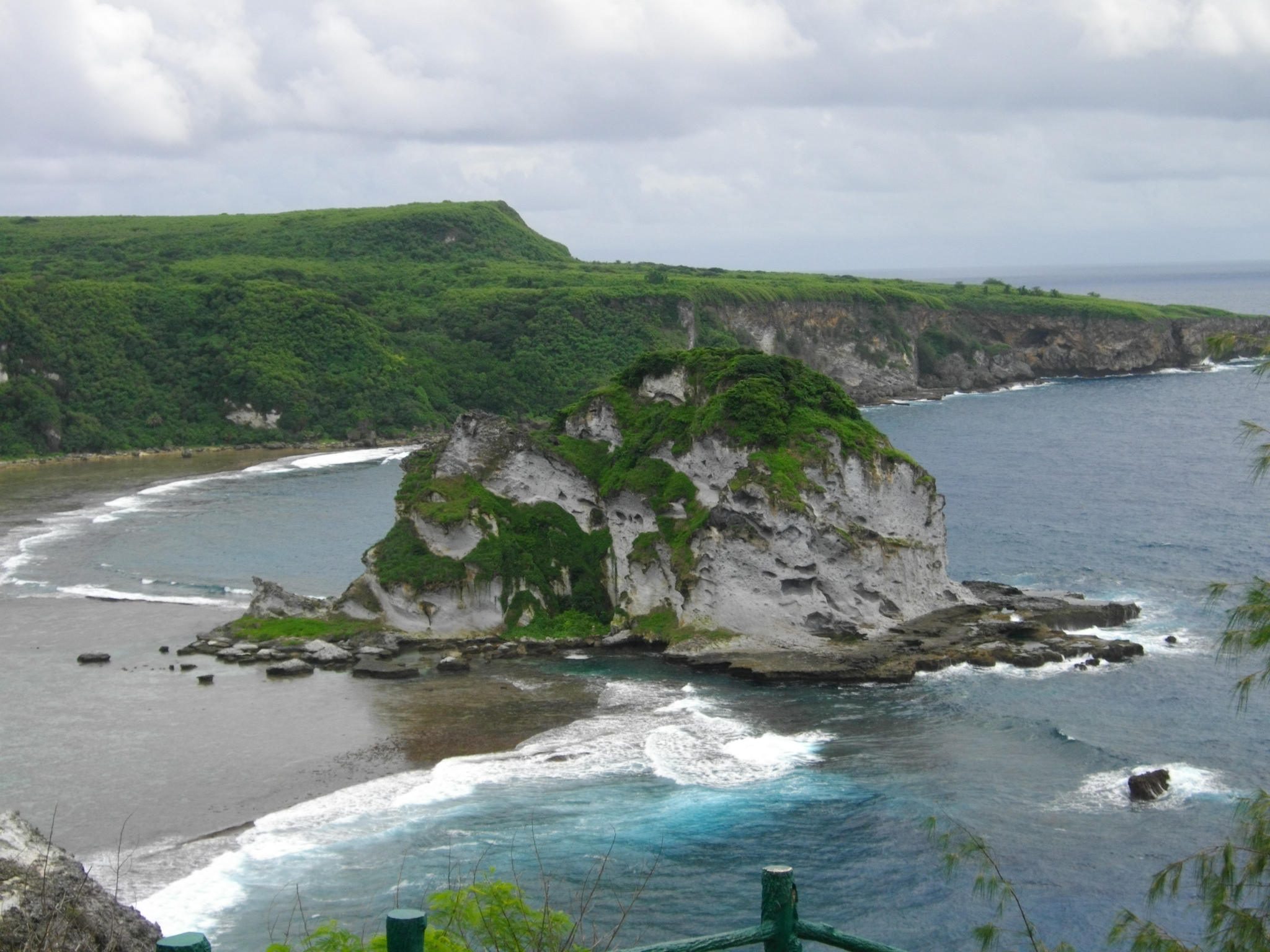
Het vogeleiland Maigo Fahang
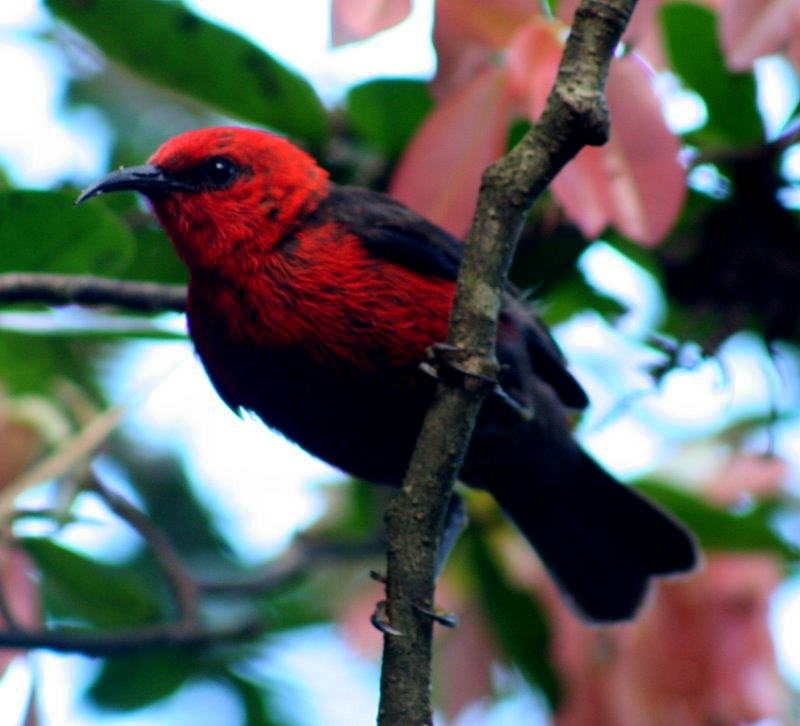
Een micronesische honingeter, Myzomela rubratra
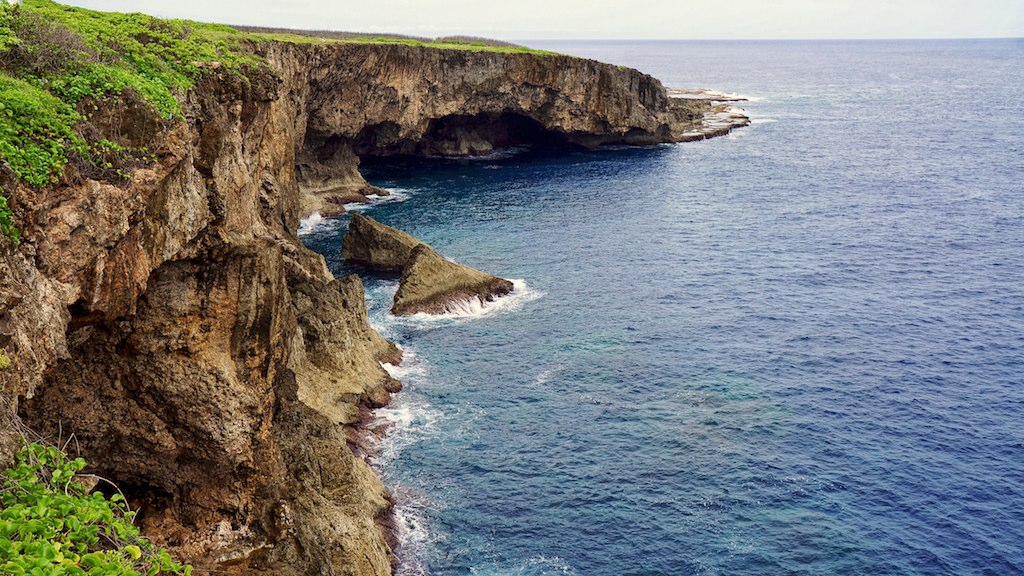
De Banzai klif

## Flora en fauna
De volgende zoogdieren en vogels komen er voor:
- Huismuis (Mus musculus) (geïntroduceerd)
- Polynesische rat (Rattus exulans) (geïntroduceerd)
- Bruine rat (Rattus norvegicus) (geïntroduceerd)
- Rattus tanezumi (een rat) (geïntroduceerd)
- Pteropus mariannus (een vleermuis)
- Emballonura semicaudata (onzeker) (een vleermuis)

## Stedenbanden
- Aizuwakamatsu (Japan), sinds 22 september 2006

- Gemeinsame Normdatei: 4436338-2
- Library of Congress Control Number: n85830728
- MusicBrainz: c27f30b5-263e-4d2d-abf5-b187fa322c14
- National Archives and Records Administration: 10044468
- Bibliotheek van het Japanse parlement: 00628523
- Nationale Bibliotheek van Israël: 987007567115605171
- Virtual International Authority File: 153685073
- WorldCat: E39PBJwCTPJjQkMDwc73cPpByd